# Lijst van gemeenten in Adıyaman
Onderstaande lijst bevat alle gemeenten (2000) in de Turkse provincie Adıyaman.
| District | Gemeente   |
| -------- | ---------- |
| Adıyaman | Adıyaman   |
| Adıyaman | Atakent    |
| Adıyaman | Hasancık   |
| Adıyaman | Kömür      |
| Adıyaman | Yaylakonak |
| Besni    | Besni      |
| Besni    | Çakırhüyük |
| Besni    | Eskiköy    |
| Besni    | Kesmetepe  |
| Besni    | Köseceli   |
| Besni    | Sarıyaprak |
| Besni    | Suvarlı    |
| Besni    | Şambayat   |
| Besni    | Üçgöz      |
| Çelikhan | Çelikhan   |
| Çelikhan | Pınarbaşı  |
| Gerger   | Gerger     |
| Gölbaşı  | Balkar     |
| Gölbaşı  | Belören    |
| Gölbaşı  | Gölbaşı    |
| Gölbaşı  | Harmanlı   |
| Kahta    | Akıncılar  |
| Kahta    | Bölükyayla |
| Kahta    | Kahta      |
| Samsat   | Samsat     |
| Sincik   | İnlice     |
| Sincik   | Sincik     |
| Tut      | Tut        |